# بیجرودکل
بیجرودکل، روستایی است از توابع بخش چوکام شهرستان خمام در استان گیلان ایران.

## جمعیت
این روستا در دهستان چوکام قرار دارد و براساس سرشماری مرکز آمار ایران در سال ۱۳۸۵، جمعیت آن ۳۲۶ نفر (۹۰خانوار) بوده‌است.